# Ukonsaari (ö i Mellersta Finland, Joutsa)
Ukonsaari är en ö i Finland. Den ligger i sjön Suontee och i kommunen Joutsa i den ekonomiska regionen  Joutsa ekonomiska region  och landskapet Mellersta Finland, i den södra delen av landet, 190 km norr om huvudstaden Helsingfors. Öns area är 2,9 hektar och dess största längd är 300 meter i sydöst-nordvästlig riktning.